# رودرا
رودرا (بالسنسكريتية: रुद्र)‏، و(بالإنجليزية: Rudra)‏، هو إله من آلهة الريجفيدا مرتبط بشيفا، الريح أو العواصف، وبالرب فايو، وبالطب، وبالصيد.